# Kamienica Aarona Konigsberga
Kamienica Aarona Konigsberga – kamienica znajdująca się przy ulicy Zielonej 5/7 w Łodzi.

## Historia
Kamienica wielkomiejska zbudowana około 1890 roku na zlecenie Aarona Königsberga. Od 1923 roku własność R. Rosenblauma. W 1924 roku została przebudowana według projektu inż. Zejdlera. W 1936 roku siedziba firmy Hochberg.